# Moldavsko-rumunjska granica
Moldavsko-rumunjska granica je međunarodna granica između Republike Moldavije i Rumunjske, uspostavljena nakon raspada Sovjetskog Saveza. To je fluvijalna granica, prati tok Pruta i Dunava. Granica je duga 681.3 km, uključujući 570 metara uz Dunav.
Dio je vanjske granice Europske unije koja prolazi od Crive (48°15′50″N 26°37′30″E / 48.26389°N 26.62500°E) na sjeverozapadu do Giurgiuleștija (45°28′00″N 28°12′50″E / 45.46667°N 28.21389°E) na jugoistoku.

## Granični prijelazi
Popis graničnih prijelaza duž granice između Republike Moldavije i Rumunjske.
| Most Galați-Giurgiulești | Giurgiulești | Galați             | Cesta, pruga | Road - 24-hour service year round |
| Most Cahul-Oancea        | Cahul        | Oancea             | Cesta        | 24-hour service year round        |
| Most Stoianovca-Fălciu   | Stoianovca   | Fălciu             | Pruga        |                                   |
| Most Leușeni-Albița      | Leușeni      | Albița, Drânceni   | Cesta        | 24 h/365 dana                     |
| Eiffelov most            | Ungheni      | Ungheni, Iași      | Pruga        |                                   |
| Sculeni most             | Sculeni      | Sculeni, Victoria  | Cesta        | 24 h/365 dana                     |
| Brana Stânca-Costești    | Costești     | Stânca, Ștefănești | Cesta        | 24 h/365 dana                     |
| Most Lipcani-Rădăuți     | Lipcani      | Rădăuți-Prut       | Cesta        | 08:00 – 20:00, svaki dan          |

Radno vrijeme varira od prijelaza do prijelaza kao i od sezone do sezone.

## Galerija
- Carinska zastava Moldavije
- Zastava granične službe Moldavije
- Rumunjska granična policija
- Pădurea Domnească je prirodni rezervat uz granicu
- Željeznička stanica Nicolina u Iaşiju
- Željeznička stanica Fălciu
- ]], Ungheni
- Riječna luka Ungheni
- Granični prijelaz Leușeni-Albița (pogled iz Moldavije)
- Prut kod Leuşeni-Albița
- Sculeni, 1821. Ypsilantis prelazi Prut, tada granicu između Moldavije i Besarabije (dio Ruskog Carstva)
- Politička karta Rumunjske

## Vanjske poveznice
- Granični prijelazi: Moldavija  Arhivirana inačica izvorne stranice od 8. ožujka 2009. (Wayback Machine)